# Koruna (ort)
Koruna är en ort i Tjeckien.   Den ligger i regionen Pardubice, i den östra delen av landet, 170 km öster om huvudstaden Prag. Koruna ligger 402 meter över havet och antalet invånare är 130.
Terrängen runt Koruna är kuperad österut, men västerut är den platt. Terrängen runt Koruna sluttar västerut. Runt Koruna är det ganska glesbefolkat, med 27 invånare per kvadratkilometer. Närmaste större samhälle är Zábřeh, 11,9 km öster om Koruna. Trakten runt Koruna består till största delen av jordbruksmark.